# تيم دارسي
تيم دارسي (بالإنجليزية: Tim Darcy)‏ هو لاعب كرة قدم أسترالية أسترالي، ولد في 15 يناير 1964 في غيلونغ في أستراليا.

## وصلات خارجية
- تيم دارسي على موقع AustralianFootball.com (الإنجليزية)
- تيم دارسي على موقع AFLtables.com (الإنجليزية)